# 牛岳温泉スキー場
牛岳温泉スキー場（うしだけおんせんスキーじょう）は、富山県富山市山田小谷（旧 山田村）にある市営のスキー場である。運営は山田村から市町村合併により富山市に引き継がれた。正式名称は富山市牛岳温泉スキー場。

## 概要
1971年、過疎対策の一環として富山県内で最初の公営スキー場『牛岳スキー場』として建設され、同年12月19日に開業した。当初はペアリフト3基でのスタートであった。現在の『牛岳温泉スキー場』の名称になったのは、1989年シーズンからである。
初級者・中級者向けのゲレンデが特徴で、頂上からは富山平野を一望する事ができる。富山市街地方面からは立山山麓スキー場（極楽坂エリア、らいちょうバレーエリア、粟巣野スキー場）と並んでアクセスが容易なため、家族連れを中心に好評となっている。
富山県内で唯一人工降雪機を導入しており（導入は1993年、北陸初の人工造雪システム）、スキー場のオープン日には確実に滑走が可能であった。なお、後に人工造雪機5基のうち1期が故障したことでゲレンデに十分な雪を確保するのが難しくなったため、2019年以降はリフト乗り場付近への敷き均しなど、ゲレンデ整備の補充的な使用に限定されている
1986年12月11日には、北陸初の高速トリプルリフトが運用を開始した。
この他、北陸最大級の高速ペアリフトや牛岳温泉の給湯も導入している。また、通年観光の起爆剤にするべく、1990年7月初めまでにゲレンデ上に富山県内初のターゲット・バードゴルフの公認コース（18ホール、パー72）が整備された。1991年12月21日より、牛岳温泉スキーセンターの利用も開始されている。
1991年2月10日には、第1回牛岳スノーフェスタが開催された。以降毎年開催されている。
1995年5月16日には、高さ約11mの展望台が完成した。
1979年にはメインエリアとなる「セントラルゲレンデ」の奥に、深い谷によって分断されたもう1つのエリアである「ユートピアゲレンデ」が設置され、1981年12月17日よりロープウェイ（30人乗り）による連絡が開始されたが、ユートピアゲレンデの利用者がスキー場全体の1割に過ぎない事や、ゲレンデ内のリフト・ロープウェイの老朽化が著しく安全管理上運転が難しいことから、2006年シーズンからユートピアゲレンデ及びロープウェイは休止されており、メインエリアのセントラルゲレンデのみが営業されている。ユートピアゲレンデには2本のシングルリフトが直列に架かり8の字状にコースが設けられていた。

## 施設
- リフト　3本（クワッドリフト 1本・ペアリフト 2本）
- ナイター施設　あり（1988年12月17日よりセントラルゲレンデ全域で運用されるようになり、日本最大級の全面ナイター照明設備となっている[8][15]）
- スクール（スキー・スノーボード）
- レンタルショップ（スキー・スノーボード）
- 駐車場　1800台（無料）